# Wielersport op de Spelen van de Kleine Staten van Europa 2025 – Tijdrit vrouwen
De tijdrit voor vrouwen op de Spelen van de Kleine Staten van Europa 2025 werd gehouden op 27 mei. De 16 deelneemsters legden een parcours in en rond El Serrat af. De Luxemburgse Marie Schreiber won, voor haar landgenote Nina Berton en de IJslandse Hafdís Sigurðardóttir.

## Uitslag
| Plaats | Naam                       | Tijd       |
| ------ | -------------------------- | ---------- |
| Goud   | Marie Schreiber            | 20'39,05"  |
| Zilver | Nina Berton                | + 1'00,69" |
| Brons  | Hafdís Sigurðardóttir      | + 1'09,25" |
| 4      | Alexandra Safiri           | + 1'41,00" |
| 5      | Deborah Schembri           | + 2'02,59" |
| 6      | Valentina Venerucci        | + 2'02,94" |
| 7      | Bríet Kristý Gunnarsdóttir | + 2'12,27" |
| 8      | Anna Albalat               | + 2'32,94" |
| 9      | Eleni Koukouma             | + 2'50,61" |
| 10     | Jessica Pratt              | + 3'19,38" |
| 11     | Silja Jóhannesdóttir       | + 3'34,70" |
| 12     | Raquel Balboa              | + 3'50,17" |
| 13     | Camilla Stacchini          | + 4'18,40" |
| 14     | Diana Muscat               | + 4'37,72" |
| 15     | Emma Pratt                 | + 4'53,59" |
| 16     | Mariona Morral             | + 5'23,29" |